# Goržejávri
Goržejávri är en sjö i Kiruna kommun och Bardu kommun i Lappland och ingår i Torneälvens huvudavrinningsområde. Sjön har en area på 0,877 kvadratkilometer och ligger 991,2 meter över havet. Sjön avvattnas av vattendraget Kårtjejåkka.

## Delavrinningsområde
Goržejávri ingår i det delavrinningsområde (761039-160135) som SMHI kallar för Utloppet av Går'Zejav'Ri. Medelhöjden är 1 063 meter över havet och ytan är 8,49 kvadratkilometer. Det finns inga avrinningsområden uppströms utan avrinningsområdet är högsta punkten. Kårtjejåkka som avvattnar avrinningsområdet har biflödesordning 3, vilket innebär att vattnet flödar genom totalt 3 vattendrag innan det når havet efter 516 kilometer. Avrinningsområdet består mestadels av öppen mark (67 procent) och kalfjäll (31 procent). Avrinningsområdet har 0,1 kvadratkilometer vattenytor vilket ger det en sjöprocent på 1,2 procent. Delavrinningsområdet täcks till 0,77 procent av glaciärer, med en yta av 0,065 kvadratkilometer.